# Salacia rostrata
Salacia rostrata är en benvedsväxtart som beskrevs av Pierre. Salacia rostrata ingår i släktet Salacia och familjen Celastraceae. Inga underarter finns listade.